# Сонце світить яскраво
Сонце світить яскраво (англ. The Sun Shines Bright) — американський драматичний фільм 1953 року режисера Джона Форда, заснований на серії оповідань Ірвіна С. Кобба «Суддя Пріст», які публікувались у The Saturday Evening Post у 1910-х роках. Зокрема, сценарій було засновано на оповіданнях «Сонце світить яскраво», «Банда з Массак» та «Господь подає».
У 1934 році, Форд зняв фільм «Суддя Пріст», на серії Кобба. Спочатку у цьому фільмі була сцена, що зображала спробу лінчування Джеффа Пойндекстера, але вона була вирізана за запитом студії 20th Century Fox. Через два десятиліття Форд вирішив зняти ще один фільм заснований на творах Кобба для студії Republic Pictures, та отримати змогу демонструвати певні сцени без додаткової студійної цензури. Джон Форд часто називав «Сонце світить яскраво» своїм найулюбленішим серед усіх своїх фільмів. Пізніше, такі критики, як Джонатан Розенбаум та Дейв Кер, називали фільм «шедевром».

## Сюжет
Події розгортаються у Кентуккі після реконструкції Півдня.
Ешбі Корвін повертається до рідного міста, де зустрічає Люсі Лі, підопічну доктора Лейка. Корвін закохується у Люсі.
Події розгортаються під час виборів місцевого судді, де одним з кандидатів є діючий суддя Біллі Пріст, та поступового зростання расового напруження між містянами з різним кольором шкіри.

## У ролях
- Чарльз Віннінгер — суддя Вільям Піттмен Пріст
- Арлін Вілен — Люсі Лі Лейк
- Джон Расселл — Ешбі Корвін
- Степін Фетчіт — Джефф Пойндекстер
- Рассел Сімпсон — доктор Л'ют Лейк
- Людвіг Штоссель — Герман Фельшбург
- Френсіс Форд — Фіні
- Пол Херст — сержант Джіммі Бегбі
- Мітчелл Л'юїс — шериф Енді Редкліф
- Грант Візерс — Бак Ремзі
- Мільбурн Стоун — Горас К. Мейдью
- Дороті Джордан — мати Люсі Лі
- Елзі Емануель — Грант Вудфорд
- Генрі О'Ніл — Джо О. Габершрам
- Слім Пікенс — Стергінг
- Джеймс Кірквуд — генерал Фейрфілд
- Ернест Вітман — Плізант Вудфорд
- Тревор Бардетт — Руф Рамзо
- Ів Марш — Моллі Крамп
- Гел Бейлор- Руф Рамзо молодший
- Джейн Дарвелл — місис Аврора Ретчіт
- Кен Вільямс — помічник Мейдью
- Клеренс М'юз — дядько Зак
- Мей Марш — жінка біля м'яча

## Прем'єра
Прем'єра фільму відбулась на Каннському кінофестивалі 1953 року.
Попри протест Джона Форда, голова Republic Pictures Герберт Дж. Йейтс наполіг на видаленні близько 10 хвилин з фінальної версії стрічки.
У 1990 році повна режисерська 100-хвилинна версія фільму вийшла на відео.